# Finn Tearney
Finn Tearney (* 27. September 1990 in Auckland) ist ein neuseeländischer Tennisspieler.

## Karriere
Tearney spielt hauptsächlich auf der ITF Future Tour, wo er bislang einen Titel im Einzel und sechs Titel im Doppel gewann.
2015 kam er bei seinem Heimturnier in Auckland bei den Heineken Open durch eine Wildcard zu seinem Debüt im Doppel auf der ATP World Tour. Er verlor mit Wesley Whitehouse gegen Marcelo Melo und Maks Mirny im Match-Tie-Break. Ein Jahr später spielte er beim gleichen Turnier erneut, diesmal auch im Doppel. Er verlor beide Auftaktpartien.
2016 spielte er erstmals gegen Pakistan für die neuseeländische Davis-Cup-Mannschaft. Er gewann beide seiner Einzelpartien glatt.